# Gonaxia grandis
Gonaxia grandis är en nässeldjursart som beskrevs av Vervoort och Watson 2003. Gonaxia grandis ingår i släktet Gonaxia och familjen Sertulariidae. Inga underarter finns listade i Catalogue of Life.